# 세인트루크구

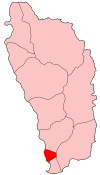
세인트루크구의 위치

세인트루크구(영어: Saint Luke Parish)는 도미니카 연방 남서부에 위치한 구로 행정 중심지는 포인트미셸이며 면적은 7.8km2, 인구는 1,668명(2011년 기준)이다. 북쪽으로는 세인트조지구, 남쪽으로는 세인트마크구, 동쪽으로는 세인트패트릭구와 접한다.